# 崔希逸
崔希逸（7世纪?—738年），唐朝軍事人物。
開元九年（721年）任萬年縣尉，監察御史宇文融奏爲勸農判官，遷監察御史。曾任吏部郎中。開元二十二年（734年）自鄭州刺史改任江淮河南轉運副使，歲運百八十萬石。開元二十四年（736年）秋，以右散騎常侍知河西節度事，開元二十五年（737年），唐破壞盟約，出兵偷襲吐蕃，破之於青海西，玄宗命右拾遺王維以監察御史的身份出塞宣慰，作《使至塞上》一詩，云：“大漠孤煙直，長河落日圓。蕭關逢候騎，都護在燕然。”。開元二十六年（738年）三月，吐蕃寇河西，節度使崔希逸擊破之。二十六年（738年）丙申，改河南尹，“自念失信於吐蕃，內懷愧恨，未幾而卒”。事蹟見《唐刺史考》卷四九，《太平廣記》卷第三百八十亦有傳。